# Pfarrkirche Holzgau

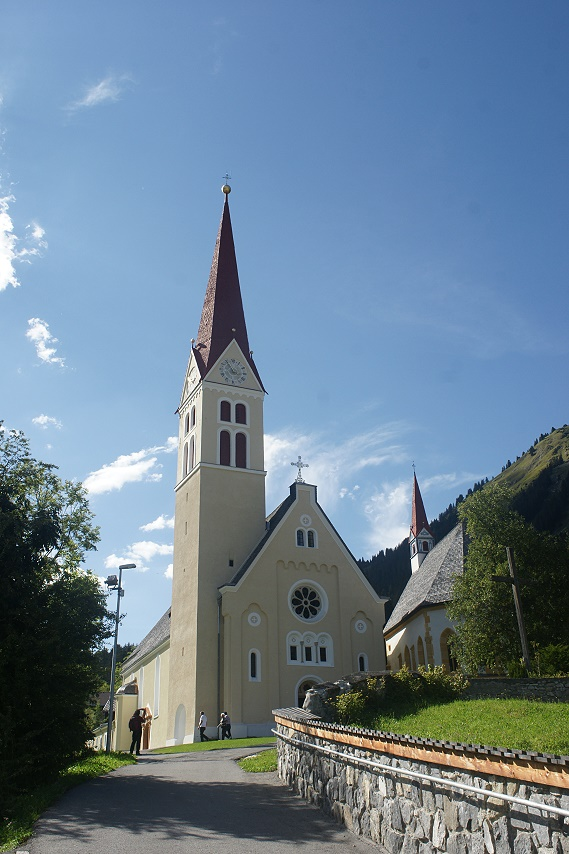
Südturm und Giebelfassade (2011)

Die römisch-katholische Pfarrkirche Holzgau steht in der österreichischen Gemeinde Holzgau in Tirol. Die dem Fest Mariä Himmelfahrt unterstellte Kirche gehört zum Dekanat Breitenwang in der Diözese Innsbruck. Die Kirche steht unter Denkmalschutz.

## Geschichte

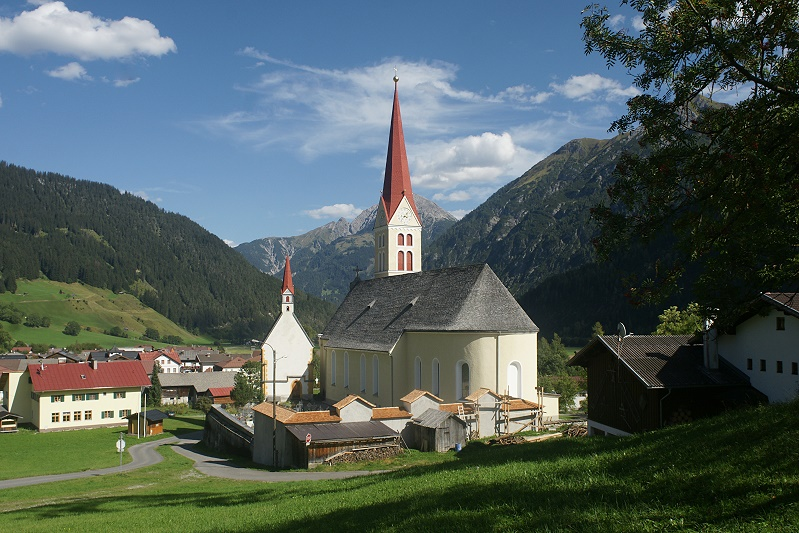
Pfarrkirche mit Sebastianskapelle und Friedhof (2011)

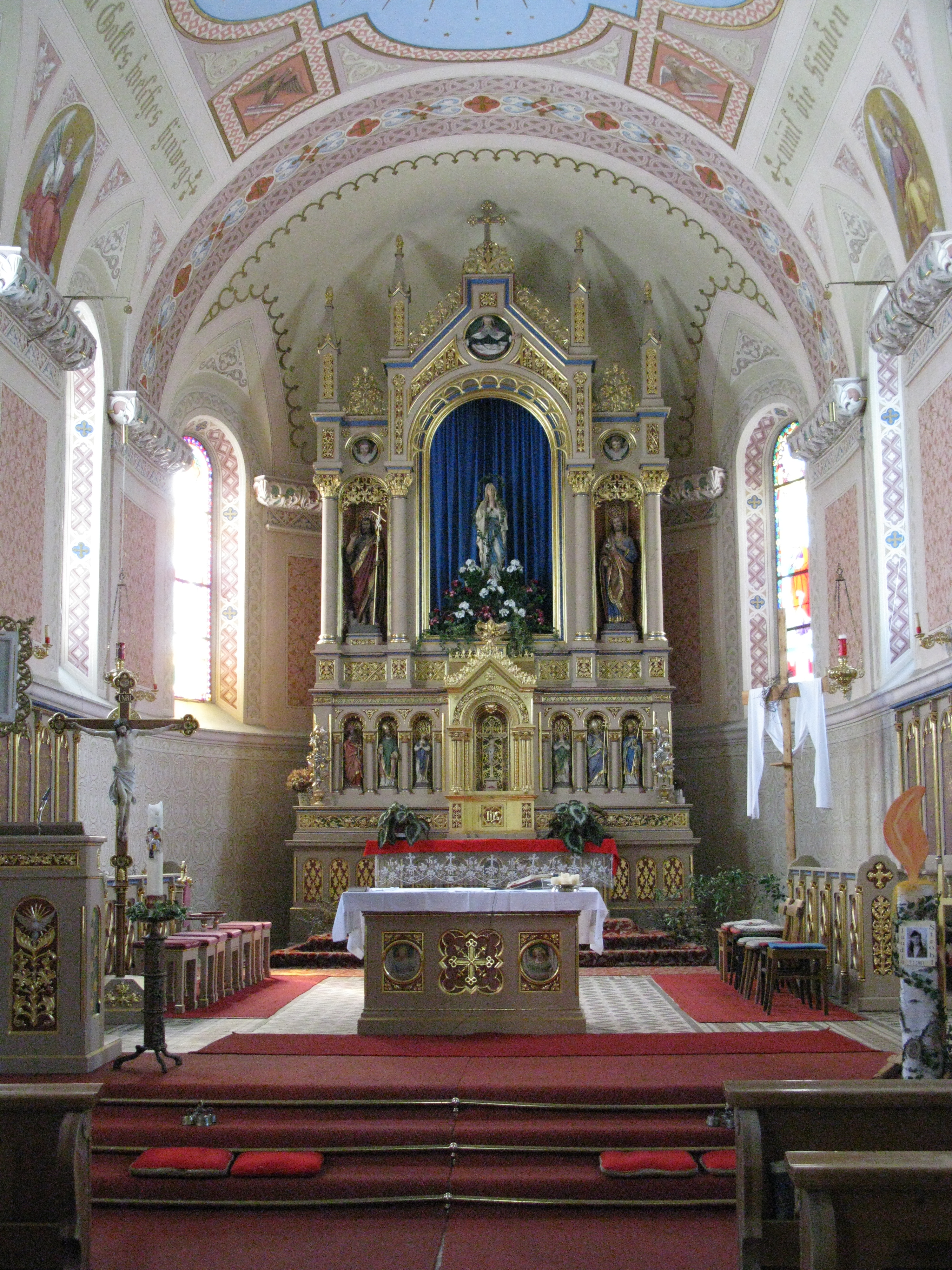
Chor und Hochaltar (2010)

Die ursprüngliche Filialkapelle der Pfarrkirche hl. Nikolaus in Elbigenalp wurde 1401 zur Pfarrkirche erhoben und dann vergrößert. Der 1709 durch Baumeister Christian Strobl errichtete Neubau wurde 1732 geweiht. Der Turm mit Spitzhelm wurde 1819 erhöht. Der 1860 bis 1861 errichtete Langhausneubau und der 1863 durch Baumeister Josef Anton Kuen nach einem Plan des Architekten Josef Vonstadl geschaffene Chorneubau wurde 1864 geweiht. Die Fassade wurde erst 1868 fertiggestellt.

## Architektur
Das mächtige Langhaus und der eingezogene Chor mit einer Rundapsis stehen unter einem gemeinsamen Satteldach. Die hohe Fassade mit dem eingebundenen Südturm hat ein Rundbogenportal und drei darüber liegende Rundbogenfenster in Nischen und darüber eine Rosette, wobei die abschließenden Mauervertiefungen mit einem Rundbogenfries versehen wurden. Seitlich der Mitte wurden schmale Rundbogenfenster hochgeführt, wo die Mauervertiefung mit einem Dreipass abschließt. 
Der Turm hat im Glockengeschoß zwei übereinander gereihte Doppelschallfenster und einen Giebelspitzhelm. An der Langhaussüdseite zeigt ein Barockportal die Inschrift :M:I:J:LEMPACH PF/CHRISTIAN STROBL/BAVMAISTER.
Dem vierjochigen Saalraum unter einem weitgezogenen Stichkappentonnengewölbe auf einem umlaufenden Gesims folgt ein eingezogener Chorbogen und dahinter ein eingezogener zweijochiger Chor mit Halbkreisabschluss unter einem Tonnengewölbe.
Die Fresken im Langhaus Anbetung der Hirten und Anbetung der Könige mit den vier Kirchenvätern und den Erzengeln Michael und Raphael am Chorbogen malte 1863 Johann Kärle. Das Fresko Lamm Gottes im Chorgewölbe malte im 20. Jahrhundert der Maler Walch. Die Glasfenster schuf 1888 die Tiroler Glasmalereianstalt.

## Ausstattung

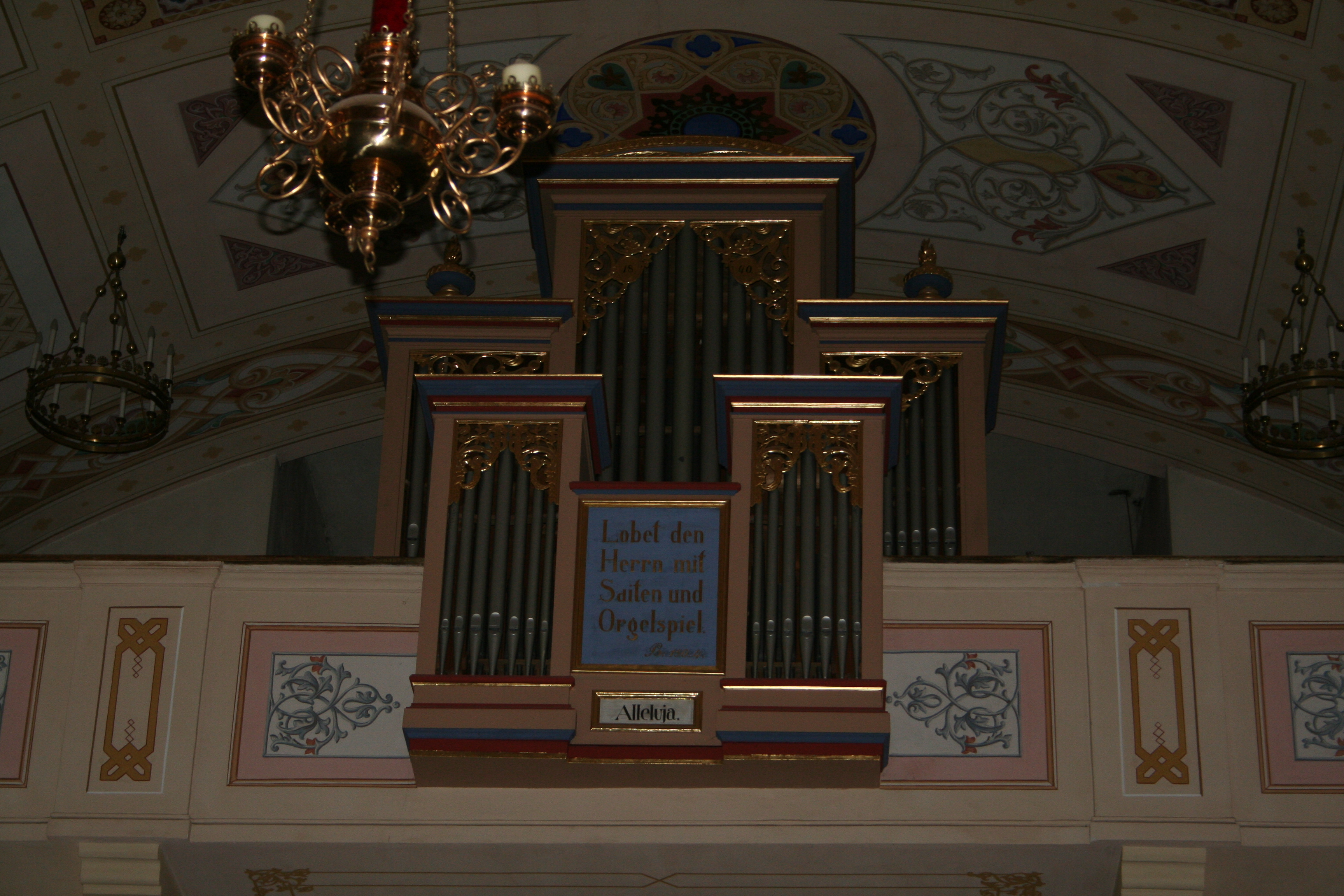
Orgel mit Brüstungspositiv (2013)

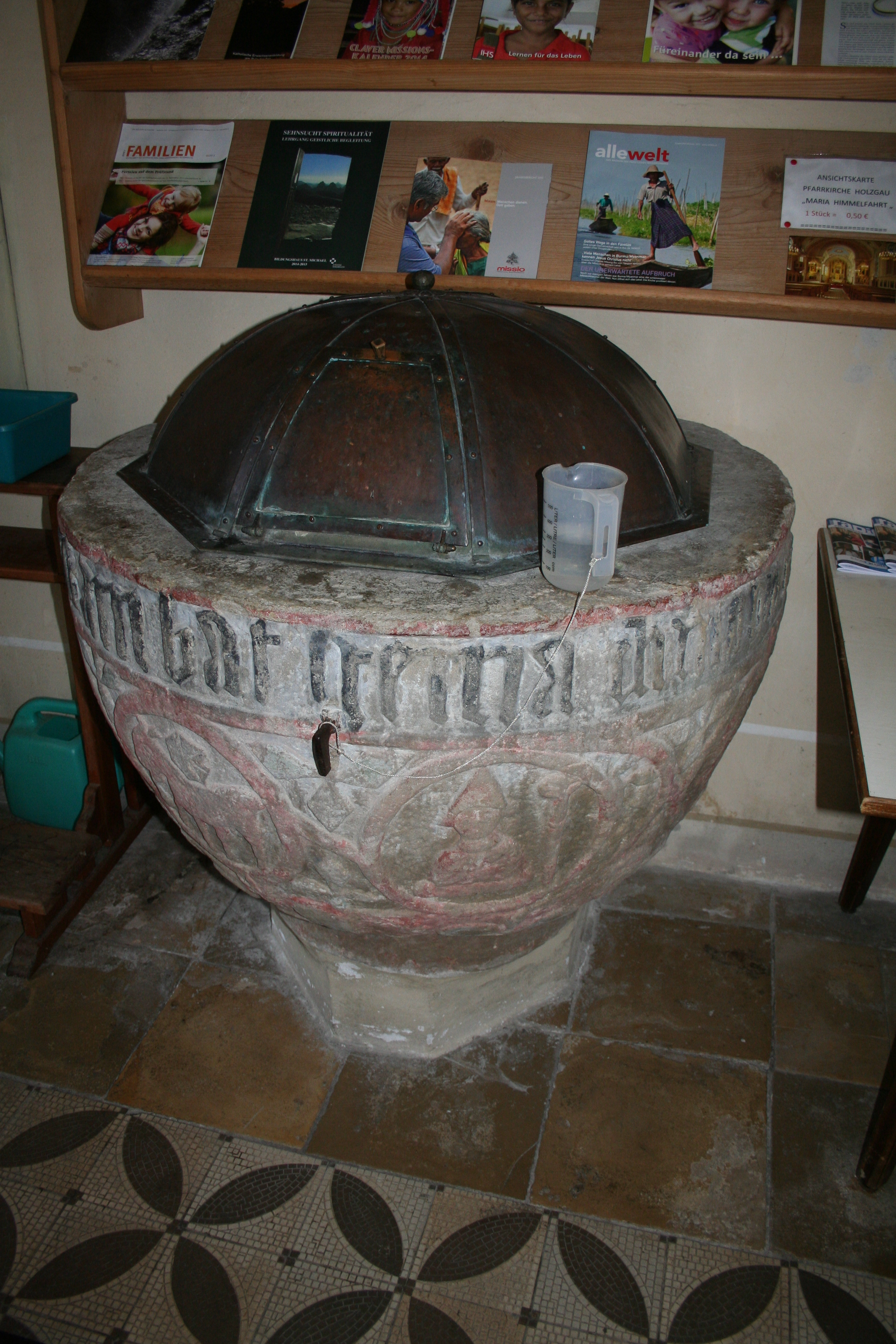
Taufstein (2013)

Der neuromanische Hochaltar nach einem Plan von Knabl aus 1863 wurde von Galleth gefasst und zeigt das Gemälde Himmelfahrt Mariens von Kaspar Jele aus 1863. Die Figuren Johannes der Täufer und Josef und das Kruzifix, zwei Engel und die vier Kirchenväter in den Tabernakelnischen schuf Engelbert Kolp von 1860 bis 1870. Auf dem Altartisch liegen in einem Reliquienschrein die Gebeine des hl. Eugenius aus der römischen Kalixtuskatakombe, die 1734 der Augsburger Handelsmann Gregor Deschler als Geschenk für die Holzgauer Kirche in Rom kaufte. Vor dem Schrein steht eine Herz-Jesu-Statue aus Marmor von J. Ruepp aus dem 20. Jahrhundert.
Der rechte Seitenaltar zeigt das Altarblatt Maria mit Kind vor Dominikus vom Maler Müller. Das ehemalige Altarblatt „Rosenkranzmadonna“ des Malers Johann Jakob Zeiller wurde nach Gossensaß in Südtirol verkauft. Die Figuren Martin und Florian schuf Engelbert Kolp von 1860 bis 1870.
An der rechten Langhauswand hängt das ehemalige Seitenaltarblatt „hl. Martin“ (ursprünglich im linken Seitenaltar) von Paul Zeiller 1703.
Diesem gegenüber (an der linken Langhauswand) zeigt ein großes Tafelbild eine Szene aus dem Leben des hl. Eugenius, das 1734/35 von Paul Zeiller gemalt wurde. Aufschrift: S: Eugenius Martyr Cuius Sacrum Corpus in Holzgau piae colitur.
Die Kanzel trägt am Schalldeckel Christus mit Posaunenengel und am Korb Relief mit Maria mit Kind mit den vier Evangelisten von Engelbert Kolp um 1870. Weiters schuf 1870 Engelbert Kolp den Prozessionskruzifix und Maria Immaculata. Der gotische Taufstein trägt die Marmorstatue Herz-Jesu von Bildhauer Ruepp aus dem 20. Jahrhundert. Die Kreuzwegstationen sind aus dem Ende des 19. Jahrhunderts. Ehemals in der Sakristei stand ein Ölberg-Christus (um 1754) von Joseph Georg Witwer, der nun verschollen ist.
Die Orgel mit einem Brüstungspositiv ist mit 1840 datiert und stammt von Franz Weber. Die Glocke stammt aus dem Jahr 1512.
Das Kriegerdenkmal wurde 1970 in der Vorhalle des Kirchturmes situiert.